# Kriebstein
Kriebstein är en kommun och ort i Landkreis Mittelsachsen i förbundslandet Sachsen i Tyskland. Kommunen har cirka 2 000 invånare.
Kommunen har fått sitt namn från borgen Kriebstein.